# Gonia chilonis
Gonia chilonis är en tvåvingeart som beskrevs av Walker 1849. Gonia chilonis ingår i släktet Gonia och familjen parasitflugor. Inga underarter finns listade i Catalogue of Life.